# Eleições parlamentares na Noruega em 2021
As eleições parlamentares na Noruega em 2021 ocorreram em 13 de setembro de 2021  e permitiu a eleição de todos os 169 deputados do parlamento da Noruega - o Storting - em 2021-2025. 
Na noite de 13 de setembro, a então primeira-ministra da Noruega, Erna Solberg, do Partido Conservador, reconheceu a derrota. Seu partido acabou com o segundo maior número de representantes. O Partido Trabalhista de Jonas Gahr Støre manteve sua posição, como o maior partido da Noruega, apesar de uma pequena queda no número de votos em relação à última eleição em 2017. 
Havia uma expectativa de que Støre se tornasse o primeiro-ministro da Noruega, caso ele conseguisse formar uma coalizão com o Partido de Centro e o Partido Socialista de Esquerda. Todavia este último partido anunciou que ficaria na oposição por desacordo na política climática e nos assuntos sociais. 

## Cenário Político
Nas eleições anteriores, realizadas em setembro de 2017, Erna Solberg do Partido Conservador conseguiu ser reconduzida como primeira-ministra norueguesa, graças à maioria parlamentar conseguida pelos partidos de direita (Partido Conservador, Partido do Progresso, Partido Liberal e Partido Democrata Cristão).
Entre novembro de 2018 e janeiro de 2019, os democratas-cristãos decidiram juntarem-se à coligação governativa do Partido Conservador, fazendo com que, pela primeira vez desde 1985, a Noruega tivesse um governo com todos os partidos de direita representados no parlamento. 
Esta coligação dos quatro partidos de direita iria durar pouco tempo já que em janeiro de 2020, o Partido do Progresso retirou-se do governo após Solberg ter decidido a repatriação de uma mulher ligada ao Estado Islâmico e dos seus filhos de volta à Noruega. Apesar disto, Solberg manteve-se em funções num governo minoritário até ao final do mandato.

## Partidos
| Nome | Nome | Nome                                                     | Ideologia                | Aspectro político           | Líder                  | Resultados de 2017 | Resultados de 2017 |
| Nome | Nome | Nome                                                     | Ideologia                | Aspectro político           | Líder                  | Votes (%)          | Assentos           |
| ---- | ---- | -------------------------------------------------------- | ------------------------ | --------------------------- | ---------------------- | ------------------ | ------------------ |
|      | Ap   | Partido Trabalhista Arbeiderpartiet                      | Social-democracia        | Centro-esquerda             | Jonas Gahr Støre       | 27,4%              | 49 / 169           |
|      | H    | Partido Conservador Høyre                                | Conservadorismo liberal  | Centro-direita              | Erna Solberg           | 25%                | 45 / 169           |
|      | FrP  | Partido do Progresso Fremskrittspartiet                  | Conservadorismo nacional | Direita                     | Sylvi Listhaug         | 15,2%              | 27 / 169           |
|      | Sp   | Partido do Centro Senterpartiet                          | Agrarianismo nórdico     | Centro                      | Trygve Slagsvold Vedum | 10,3%              | 19 / 169           |
|      | SV   | Partido da Esquerda Socialista Sosialistisk Venstreparti | Socialismo democrático   | Esquerda                    | Audun Lysbakken        | 6,0%               | 11 / 169           |
|      | V    | Partido Liberal Venstre                                  | Liberalismo              | Centro                      | Guri Melby             | 4,4%               | 8 / 169            |
|      | KrF  | Partido Democrata Cristão Kristelig Folkeparti           | Democracia cristã        | Centro a Centro-direita     | Kjell Ingolf Ropstad   | 4,2%               | 8 / 169            |
|      | MDG  | Partido Verde Miljøpartiet De Grønne                     | Política verde           | Centro-esquerda             | Une Aina Bastholm      | 3,2%               | 1 / 169            |
|      | R    | Partido Vermelho Rødt                                    | Comunismo                | Esquerda a Extrema-esquerda | Bjørnar Moxnes         | 2,4%               | 1 / 169            |

## Resutado
| Partido                                       | Partido                                       | Votos     | Votos  | Votos | Assentos | Assentos |
| Partido                                       | Partido                                       | #         | %      | ±     | #        | ±        |
| --------------------------------------------- | --------------------------------------------- | --------- | ------ | ----- | -------- | -------- |
|                                               | Partido Trabalhista (Ap)                      | 760.978   | 26,4%  | -1%   | 48       | -1       |
|                                               | Partido Conservador (H)                       | 590.629   | 20,5%  | -4,6% | 36       | -9       |
|                                               | Partido do Centro (Sp)                        | 392.099   | 13,6%  | +3,3% | 28       | +9       |
|                                               | Partido do Progresso (FrP)                    | 338.039   | 11,7%  | -3,5% | 21       | -6       |
|                                               | Partido da Esquerda Socialista (SV)           | 216.011   | 7,5%   | +1,4% | 13       | +2       |
|                                               | Partido Vermelho (R)                          | 135.572   | 4,7%   | +2,3% | 8        | +7       |
|                                               | Partido Liberal (V)                           | 129.415   | 4,5%   | +0,1% | 8        | -        |
|                                               | Partido Verde (MDG)                           | 110.972   | 3,8%   | +0,6% | 3        | +2       |
|                                               | Partido Democrata Cristão (KrF)               | 110.069   | 3,8%   | -0,4% | 3        | -5       |
|                                               | Democratas na Noruega (DEM)                   | 33.280    | 1,2%   | +1,0% | 0        | 0        |
|                                               | Partido dos Pensionistas (PP)                 | 18,710    | 0.6%   | +0.2% | 0        | 0        |
|                                               | Os Cristãos (PDK)                             | 10.186    | 0,4%   | +0,1% | 0        | 0        |
|                                               | Partido da Indústria e Negócios (INP)         | 9,762     | 0.3%   | +0.3% | 0        | Novo     |
|                                               | Partido Central (S)                           | 7,542     | 0.3%   | +0.3% | 0        | Novo     |
|                                               | Partido da Saúde (HP)                         | 6,306     | 0.2 %  | -0.1% | 0        | 0        |
|                                               | Focus em Pacientes (PF)                       | 4.908     | 0,2%   | +0,2% | 1        | Novo     |
|                                               | Libertários (Lib)                             | 4.326     | 0,1%   | -     | 0        | 0        |
|                                               | Ação Popular contra Pedágios (FNB)            | 3.352     | 0,1%   | +0,1% | 0        | Novo     |
|                                               | A Aliança (AfN)                               | 2.413     | 0,1%   | +0,1% | 0        | 0        |
|                                               | Partido Pirata (PIR)                          | 2.256     | 0.1%   | -     | 0        | 0        |
|                                               | Partido Comunista da Noruega (NKP)            | 303       | 0.0%   | -     | 0        | 0        |
|                                               | Iniciativa Feminista (FI)                     | 275       | 0,0%   | -     | 0        | 0        |
|                                               | O Partido da Geração (GP)                     | 171       | 0,0%   | -0,1% | 0        | Novo     |
|                                               | Partido Costeiro (KP)                         | 167       | 0.0%   | -     | 0        | 0        |
|                                               | Salve a Natureza (RN)                         | 97        | 0.0%   | -     | 0        | Novo     |
|                                               | Partido da Geração (GP)                       | 88        | 0.0%   | -     | 0        | Novo     |
| Total                                         | Total                                         | 2.905.748 | 100%   | –     | 169      | ±0       |
| Brancos e/ou invalidados                      | Brancos e/ou invalidados                      | 18.447    |        |       | –        | –        |
| Eleitores registrados/Nível de comparecimento | Eleitores registrados/Nível de comparecimento | 3.891.736 | 76,5 % |       | –        | –        |
| Fonte: valgresultat.no                        |                                               |           |        |       |          |          |